# Helbeck
Helbeck är en by och en civil parish i Cumbria i nordvästra England. Orten har 19 invånare (2001).